# ASV Bergedorf 85
Der Allgemeine Sport-Verein Bergedorf-Lohbrügge von 1885 e. V. (kurz „Bergedorf 85“) ist ein Sportverein im Stadtteil Bergedorf in der Freien und Hansestadt Hamburg. Neben der Sportart Fußball verfügt der Verein über folgendes Sportangebot: Aikido, Badminton, Darts, Gymnastik, Handball, Karate, Schwimmen, Surfen, Tanzen, Tennis, Tischtennis, Turnen und Wassersport.
Die erste Fußballmannschaft des Vereins spielte ab 1958 in der Oberliga Nord, der damals höchsten deutschen Spielklasse. Die Vereinsfarben waren Schwarz-Weiß. Aufgrund der Trikotgestaltung mit schwarzer Brust- und Rückenpartie sowie weißen Ärmeln und weißen Hosen wurde die Mannschaft auch „Die Elstern“ genannt.

## Entstehung des Vereins und der Fußballabteilung

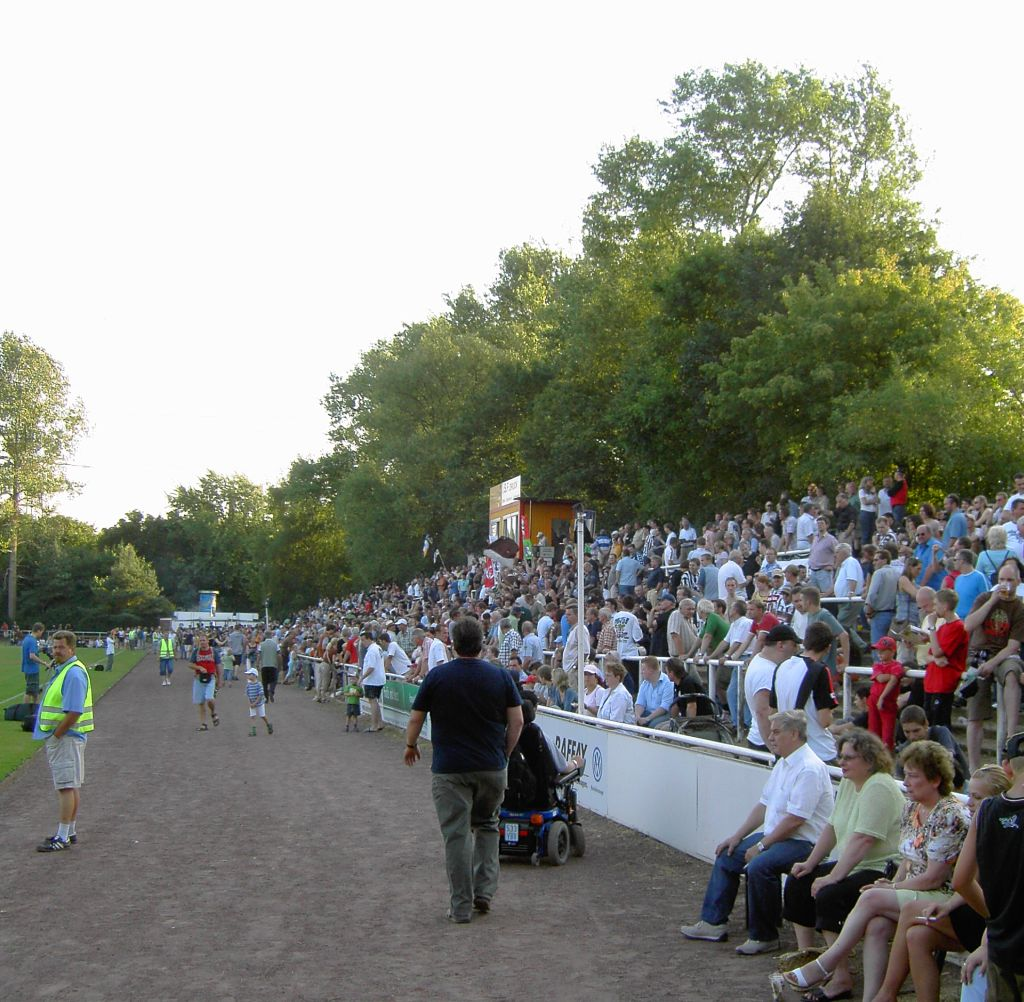
Haupttribüne des Stadions Sander Tannen (21. Juli 2006)

Die Urzelle des heutigen Vereins war der 1885 gegründete Allgemeine Turnverein (ATV) Bergedorf. Dieser fusionierte 1911 mit dem Arbeiter Turnverein Phönix Sande zur Freien Turnerschaft Bergedorf-Sande. Der Turnverein erhielt im Jahre 1912 eine eigene Fußballabteilung. Aufgrund einer Ortsteilumbenennung nannte er sich ab 1929 Freie Turnerschaft Bergedorf-Lohbrügge. Als Arbeiterfußballverein für die Werktätigen der Bergedorfer Glashütte spielten die „Elstern“ bis 1933 nicht im DFB, sondern im Arbeiter-Turn- und Sportbund (ATSB). Nach der Auflösung des ATSB und des Vereins durch die Nationalsozialisten wurde der Ort im höherklassigen Fußball nur noch durch den bürgerlichen Lokalrivalen SuS Bergedorf (heute TSG Bergedorf 1860) repräsentiert. Nach der Auflösung aller Vereine durch die britische Besatzungsmacht unmittelbar nach Kriegsende 1945 entstand die FT Bergedorf-Lohbrügge 1885 am 20. Januar 1946 als „ASV Bergedorf 85“ neu. Heimstadion der „Elstern“ ist das Stadion „Sander Tannen“ im Hamburger Stadtteil Lohbrügge.

## Die erfolgreichen 1950er Jahre der Fußballer
Nach der Neugründung 1946 begann der Aufstieg des Vereins, der nun seinen Lokalrivalen, die TSG, eindeutig in den Schatten stellte. Innerhalb von nur zwei Spielzeiten stieg man von der vierten in die damals zweithöchste Spielklasse, die Verbandsliga Alster, auf. Fast hätte Bergedorf 85 in der dritten Saison 1948/49 sogar den Sprung in die Oberliga Nord geschafft, hätte es im entscheidenden Aufstiegsspiel gegen den Harburger TB 1865 nicht eine 3:4-Niederlage kassiert. So musste der Verein bis 1958 warten, bevor der Aufstieg in die höchste deutsche Spielklasse gelang. Die Jahre zuvor gehörte man der zweithöchsten Spielklasse an: zunächst der Verbandsliga Alster (1949/50) und anschließend der Amateurliga Hamburg. In dieser Zeit konnten sich die Bergedorfer im Jahr 1952 für die Endrunde um die Deutsche Amateurmeisterschaft qualifizieren, wo man erst im Viertelfinale mit 0:2 an Bremen 1860 scheiterte. 1953 und 1954 standen die „Elstern“ in der Aufstiegsrunde zur Oberliga Nord, scheiterten jedoch beide Male. Doch im Jahre 1958 sollte es endlich klappen; als Hamburger Amateurligameister verpatzten zwar die Bergedorfer den Auftakt der Aufstiegsrunde total (2:2 gegen den Bremer SV, 1:7 gegen den Itzehoer SV), doch eine anschließende Siegesserie (u. a. 4:1 gegen den SV Arminia Hannover und 5:2 gegen den Itzehoer SV) sicherte den Aufstieg ins Fußballoberhaus. Der Aufstiegstag, der 25. Mai 1958, hat seither einen ganz besonderen Platz im historischen Fußballkalender der Bergedorfer. Das erfolgreiche Jahr wurde dadurch komplettiert, dass man bei der Deutschen Amateurmeisterschaft bis ins Finale vorstoßen konnte. Dort allerdings unterlag man, noch geschwächt durch die Aufstiegsfeierlichkeiten, dem Hombrucher FV 09 aus Dortmund mit 1:3. Fünf Jahre, bis zu ihrem Ende 1962/63, gehörte man der Oberliga an. Die erfolgreichste Saison war gleich die erste, als man als Dritter der „Herbstmeisterschaft“ sogar von der Teilnahme an der Endrunde um die deutsche Meisterschaft träumte und auf dem heimischen Sportplatz Mannschaften wie Werder Bremen (5:2), FC St. Pauli (2:0) oder Eintracht Braunschweig (2:0) das Fürchten lehrte. Am Ende reichte es dann aber nur zu Platz 11. In den kommenden Spielzeiten stand zumeist der Abstiegskampf im Vordergrund, und als 1963 die Einführung der Fußball-Bundesliga anstand, verzichtete man gleich auf einen Lizenzantrag und ging in die nunmehr zweitklassige Regionalliga Nord.

## Der Abstieg der Fußballer

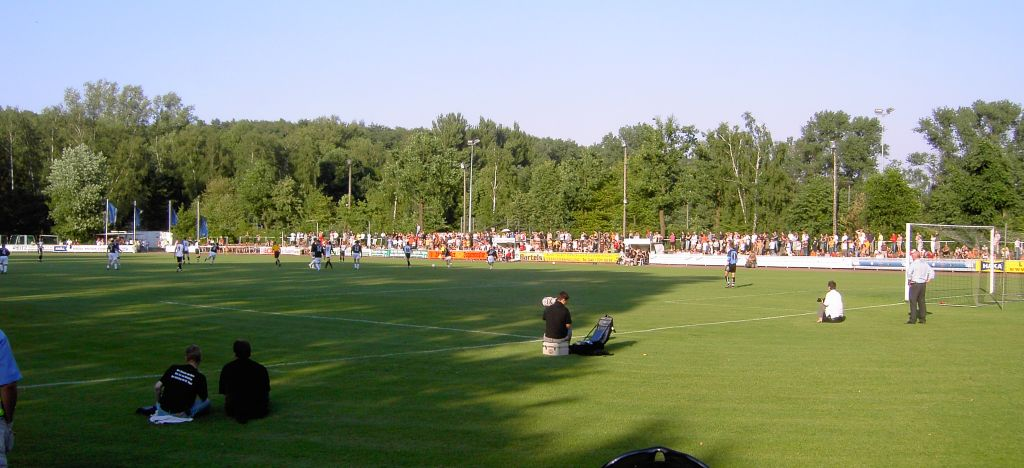
Stadion Sander Tannen während der Oddset-Pokal-Partie gegen den FC St. Pauli (21. Juli 2006)

Der Niedergang des ehemaligen Erstligisten begann im Jahre 1970, als man nach sieben eher unauffälligen Regionalligaspielzeiten den Weg ins Amateurlager antreten musste. Man spielte nun in der Verbandsliga Hamburg und rutschte mit der Verbandsliga durch die Einführung neuer Ligen bis in die Fünftklassigkeit ab. Sportlicher Höhepunkt der 1980er Jahre war das DFB-Pokalspiel gegen den FC Bayern München vor mehr als 15.000 Zuschauern an den Sander Tannen. Die Elstern gingen in der 68. Minute in Führung und mussten erst in der Schlussminute der regulären Spielzeit den Ausgleich hinnehmen (Endstand: 1:5 nach Verlängerung). Erst in den 1990er Jahren ging es wieder nach oben, als man 1994 in die neue Amateur-Oberliga Hamburg-Schleswig-Holstein aufstieg. In der Folge stieg man zwar zweimal aus der Viertklassigkeit wieder ab, aber ebenso oft wieder auf, bis man sich ab 2001 endgültig in der Oberliga etablieren konnte. 2004 qualifizierten sich die Bergedorfer für die wiedergeschaffene Oberliga Nord und verhinderten damit den erneuten Abstieg in die Fünftklassigkeit. Dieser folgte dann im Sommer 2008, als sich die Elstern nicht für die neugeschaffene (nun viertklassige) Regionalliga qualifizierten und so in die Fußball-Oberliga Hamburg, die ehemalige Verbandsliga, abstiegen. Ab 2000 spielte Bergedorf in der Fußball-Oberliga Hamburg-Schleswig-Holstein (später Oberliga Nord) im oberen Drittel der Tabelle mit. Es gab durchaus Chancen für die Elstern, in die Regionalliga aufzusteigen; aber die finanziellen Möglichkeiten waren sehr beschränkt. In der Saison 2005/06 zogen sich auch noch wichtige Sponsoren zurück. In der Saison 2007/08 wurde der ASV Bergedorf 85 Tabellendreizehnter; durch die Ligareform mit Einführung der dreigleisigen Regionalliga und Auflösung der Oberliga Nord war dies gleichbedeutend mit dem Abstieg in die Oberliga Hamburg. Durch den Einzug ins Endspiel des Hamburger Oddset-Pokals 2008, das gegen den FC St. Pauli II mit 0:1 verloren wurde, qualifizierten sich die „Elstern“ für die Hauptrunde des DFB-Pokals. Zugelost wurde der Bundesligaabsteiger MSV Duisburg, der am 10. August im Stadion Sander Tannen zu Gast war. Das Spiel des ASV endete 1:5, wobei Sascha de la Cuesta das Tor für die Elstern schoss.
Im Jahr 2009 wurde die Fußballabteilung aus dem Gesamtverein ausgegliedert. Der FC Bergedorf 85 spielte zunächst in der Oberliga Hamburg, nach zwei Abstiegen und einem Aufstieg gehörte er bis 2018 der Landesliga Hansa an. Nach dem erneuten Abstieg war unsicher, ob für die Saison 2018/19 in der Bezirksliga Ost ein konkurrenzfähiges Team zur Verfügung stehen würde. Man trat zunächst an, zog die Mannschaft aber Ende August 2018 zurück. Einige Jahre zuvor hatte der Verein für 2009/2010 noch eine Regionalliga-Lizenz beantragt, jedoch nicht erhalten, daher konnte man damals nicht an den Aufstiegsspielen teilnehmen.
Im März 2014 entschied sich der Stammverein ASV Bergedorf 85 dafür, wieder eine eigene Fußballabteilung zu gründen. Diese ging am 1. Juli 2014 mit einer Herrenmannschaft in der Kreisklasse an den Start. Am Ende der Saison konnte gleich der zweite Platz erreicht werden, was für den Aufstieg in die Kreisliga ausreichte.
In der Saison 2017/18 erreichte die Mannschaft des ASV in der Kreisliga Platz 2 und konnte damit den Aufstieg in die Bezirksliga perfekt machen. Die Saison 2020/21 der Bezirksliga Ost wurde nach vier Spielen und vier Niederlagen durch die COVID-19-Pandemie abgebrochen. Im Folgejahr trat der ASV in der Bezirksliga 2 an, erreichte zum Saisonende mit 9 Punkten aber nur den letzten Platz und musste in die Kreisliga 3. Dort erreichte der ASV hinter Aumühle zwar nur Rang 2, erreichte aber trotzdem den Wiederaufstieg. Die Saison 2023/24 in der Bezirksliga Ost wurde auf Rang 14 beendet und der ASV Bergedorf stieg erneut in die Kreisliga ab.

## Teilnahmen am DFB-Pokal
- 1975: Bergedorf 85 – SC Fortuna Köln 1:6
- 1982: Bergedorf 85 – FC Bayern München 1:5 n. V.[7] – Bergedorf führte bis 15 Sekunden vor Schluss mit 1:0, ehe Dieter Hoeneß den Ausgleich für die Bayern köpfte. Die „Helden des 28. August 1982“ waren:
  - Dierks, Vogel, Hofmeister, Glogowski, Bargsten, Bentler, Jürgens, Roloff, Keller, Spill, Brügmann, Erb, Kalla.
- 1992: Bergedorf 85 – Bayer 04 Leverkusen 1:3 – Es war der einzige Gegentreffer (Andreas Hammer 85. Min. zum 1:2) für Leverkusen im laufenden Pokalwettbewerb, den sie dann gewannen.
- 2003: Bergedorf 85 – VfL Wolfsburg 1:6 – Bergedorfs Führungstor durch Klein stand zur Wahl zum Tor des Monats.
- 2008: Bergedorf 85 – MSV Duisburg 1:5

## Ligazugehörigkeit der ersten Fußballmannschaft
- 1946: 1. Klasse, Alsterstaffel (zweitklassig)
- 1946/47: A-Klasse, Staffel 5 (drittklassig)
- 1947/48: 1. Klasse, Germania-Staffel (drittklassig)
- 1948/49 bis 1949/50: Verbandsliga Alster (zweitklassig)
- 1950/51 bis 1957/58: Amateurliga Hamburg (zweitklassig)
- 1958/59 bis 1962/63: Oberliga Nord (erstklassig)
- 1963/64 bis 1969/70: Regionalliga Nord (zweitklassig)
- 1969/70 bis 1993/94: Landes- bzw. Verbandsliga Hamburg (bis 1974 drittklassig, 1974–1994 viertklassig)
- 1994/95 bis 1995/96: Oberliga Hamburg-Schleswig-Holstein (viertklassig)
- 1996/97: Verbandsliga Hamburg (fünftklassig)
- 1997/98: Oberliga Hamburg-Schleswig-Holstein (viertklassig)
- 1998/99 bis 2000/01: Verbandsliga Hamburg (fünftklassig)
- 2000/01 bis 2003/04: Oberliga Hamburg-Schleswig-Holstein (viertklassig)
- 2004/05 bis 2007/08: Oberliga Nord (viertklassig)
- 2008/09: Oberliga Hamburg (fünftklassig)
- 2014/15: Kreisklasse 11 (neuntklassig)
- 2015/16 bis 2017/18: Kreisliga 3 (achtklassig)
- 2018/19 bis 2021/22: Bezirksliga 3 (siebtklassig)
- 2022/23: Kreisliga 3 (achtklassig)
- 2023/24: Bezirksliga Ost (siebtklassig)
- seit 2024/25: Kreisliga 3 (achtklassig)

## Überregional bekannte Fußballer von Bergedorf 85
- Heinz Werner (* 1910; † 1989), Nationalspieler aus Jena, über den HSV 1949 als Spielertrainer nach Bergedorf, fast 20 Jahre lang Trainer daselbst
- Rudolf Krčil (* 1906; † 1981), Trainer 1969/70, als Spieler Vize-Weltmeister 1934
- Werner Erb (1932–2017), zuvor u. a. Mitglied des 100.000 Mark-Sturms von Preußen Münster
- Dieter Meyer (* 1940), Oberliga-Top-Torjäger 1962/63 bei Werder Bremen, dort auch Bundesliga, vorher und nachher in Bergedorf
- Norbert Meier (* 1958), später 331 Bundesligaspiele (84 Tore) für Werder Bremen und Borussia Mönchengladbach, 16 A-Länderspiele (2 Tore), sowie als Trainer von Borussia Mönchengladbach, Fortuna Düsseldorf und MSV Duisburg in der Bundesliga.
- Matthias Reincke (* 1971), spielte beim Hamburger SV in der Bundesliga
- Marek Trejgis (* 1975), später von 1997 bis 1999 beim Hamburger SV
- Benjamin Kruse (* 1978), spielte beim Hamburger SV (UEFA-Cup gegen AS Rom), beim SC Freiburg sowie bei MSV Duisburg
- Ata Yamrali (* 1982), afghanischer Nationalspieler
- Elard Ostermann (* 1968), später beim Hamburger SV
- Kreso Kovacec (* 1969), spielte bei Hannover 96 und Hansa Rostock
- Robert Matiebel (* 1973), ehemaliger Profi des VfL Bochum
- Aleksey Kozlov (* 1986), 2004–2006 beim ASV Bergedorf 85, aktueller russischer Nationalspieler mit zwei Einsätzen bei der WM 2014 in Brasilien

## Frauenfußball
Die Frauenmannschaft schaffte 2007 das „Double“ mit dem Aufstieg in die dritthöchste deutsche Spielklasse, die Regionalliga Nord, und dem Gewinn des Hamburger Pokals. Als Aufsteiger belegte die Mannschaft auf Anhieb den vierten Platz.

## Tischtennis
Die erste Herrenmannschaft der Tischtennis-Abteilung, die bereits 1947, 1948 und 1949 Hamburger Mannschaftsmeister wurde, spielte in den 1980er Jahren mehrere Spielzeiten in der 2. Bundesliga Nord und anschließend noch bis Anfang der 1990er Jahre in der Regionalliga Nord. Die erste Damenmannschaft spielte noch bis Mitte der 1990er Jahre in der Hamburg-Liga. Inzwischen ist die Abteilung nicht mehr existent. In der Spielzeit 2021/22 wurde keine Mannschaft mehr für den Spielbetrieb mehr gemeldet und im August 2022 war Tischtennis nicht mehr als Sportangebot auf der Website des Klubs verzeichnet. Beherrschender Verein in Bergedorf war dann lange der Lokalkonkurrent TSG Bergedorf, dessen erste Herrenmannschaft zeitweise in der Regionalliga Nord spielte.